# MINIX 3
MINIX 3，一個自由軟體專案，目標在於創造一個小型的類UNIX作業系統，具備高度可靠性與功能性。為Minix系統第三版，它的主要開發者為安德鲁·斯图尔特·塔能鲍姆，使用BSD许可证授權釋出。採用微核心架構，它接續了先前MINIX 1與MINIX 2的發展成果，主要希望使用在小型嵌入式系統與教育之用。EDE在MINIX 3中作为可选包。

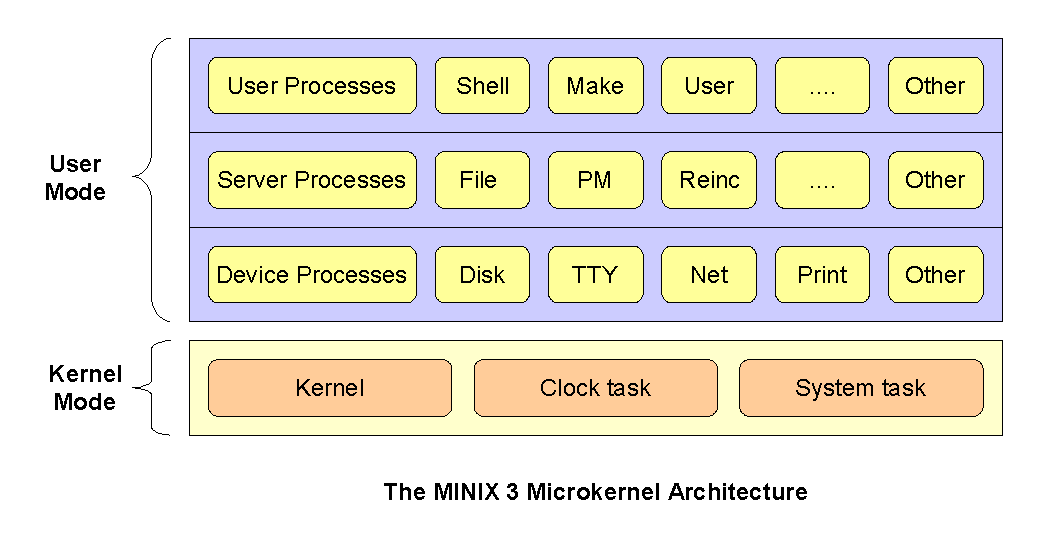
The MINIX 3 Microkernel Architecture
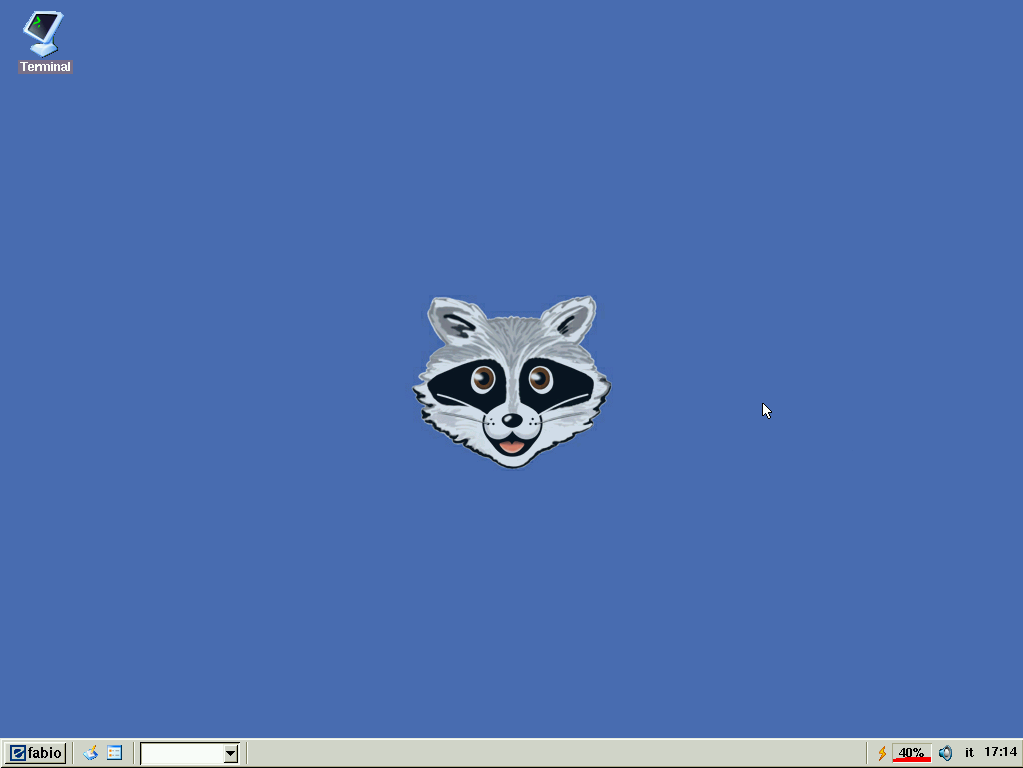
MINIX 3.1.7 running X11 with the EDE
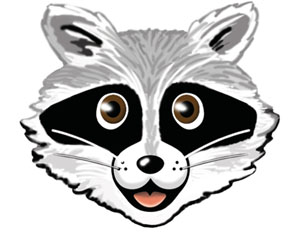
Rocky Raccoon, the mascot of Minix 3.

## 外部連結
- Minix3官方首頁 （页面存档备份，存于）:
- 官方Wiki （页面存档备份，存于）